# K Hoeselt VV
Dernière mise à jour : 8 février 2011.
Le Koninklijke Hoeselt Voetbal Vereniging (K Hoeselt VV) est un ancien club de football belge localisé dans la commune de Hoeselt dans la Province de Limbourg. Ce club a joué 27 saisons en séries nationales dont 1 en Division 2. Il était porteur du matricule 2146. Le club fusionna en 2001 avec son voisin du Hoeselt Sport Kring (matricule 7045) pour former le Sport Klub Verbroedering Hoeselt. Son matricule 2146 fut radié par l'URBSFA.

## Historique
- 1926 : Fondation de HOESELTSCHE VOETBAL VERENIGING.
- 1926 : 17/11/1926, HOESELTSCHE VOETBAL VERENIGINGs'affilia à l'URBSFA qui lui attribua le matricule 848.
- 1932 : HOESELTSCHE VOETBAL VERENIGING quitta l'URBSFA et rejoignit la Vlaams Voetbal Bond (voir ci-dessous).
- 1934 : 18/07/1934, HOESELTSCHE VOETBAL VERENIGING revint à l'URBSFA, sous le nom d'HOESELT VOETBAL VERENIGING et reçut le matricule 2146.
- 1946 : HOESELT VOETBAL VERENIGING accéda pour la première fois aux séries nationales. La première expérience dura deux saisons.
- 1979 : HOESELT VOETBAL VERENIGING monta en Division 2 mais n'y resta qu'une saison.
- 1984 : 16/06/1984, HOESELT VOETBAL VERENIGING (matricule 2146) fut reconnu Société Royale et prit le nom de KONINKLIJKE HOESELT VOETBAL VERENIGING (matricule 2146).
- 1992 : KONINKLIJKE HOESELT VOETBAL VERENIGING fut relégué hors des séries nationales après une présence de 24 saisons consécutives.
- 2001 : 01/07/2001 KONINKLIJKE HOESELT VOETBAL VERENIGING (matricule 2146) fusionna avec HOESELT SPORT KRING (matricule 7045) pour former SPORT KLUB VERBROEDERING HOESELT (matricule 7045). Le matricule 2146 disparut.

Le club fusionné n'a, en 2011, pas encore joué une seule saison en divisions nationales, et n'est donc pas admissible sur Wikipedia.

## Deux matricules
K. Hoeselt VV eut la particularité d'avoir porté deux matricules. Le cercle s'affilia à l'URBSFA, sous le nom d'Hoeseltsche VV, peu après sa création en 1926. Il reçut à ce moment le matricule 848.
En fin de saison 1931-1932, le club quitta la Fédération à la suite de protestations pour des « faits de corruption ». Il rejoignit alors la Vlaams Voetbal Bond, une ligue rivale.
En 1934, le cercle limbourgeois revint à l'URBSFA, sous le nom d'Hoeselt VV. Il se vit alors attribuer le matricule 2146.

## Résultats en séries nationales
Statistiques clôturées - Club disparu

### Bilan
| Niv | Divisions    | Jouées | Titres | TM Up | TM Down |
| --- | ------------ | ------ | ------ | ----- | ------- |
| I   | 1e nationale | 0      | 0      |       |         |
| II  | 2e nationale | 1      | 0      |       |         |
| III | 3e nationale | 19     | 1      |       |         |
| IV  | 4e nationale | 7      | 1      |       |         |
|     |              |        |        |       |         |
|     | TOTAUX       | 27     | 2      |       |         |

- TM Up= test-match pour départager des égalités, ou toutes formes de Barrages ou de Tour final pour une montée éventuelle.
- TM Down= test-match pour départager des égalités, ou toutes formes de Barrages ou de Tour final pour le maintien.

### Classements
| Ordre | Saison  | Nom du club            | Niveau                      | Classement final | Remarques           |
| ----- | ------- | ---------------------- | --------------------------- | ---------------- | ------------------- |
| 1     | 1946-47 | Hoeselt VV             | Promotion (D3) série A      | 9e/14            |                     |
| 2     | 1947-48 | Hoeselt VV             | Promotion (D3) série D      | 16e/14           | Relégué !           |
|       |         |                        |                             |                  | séries provinciales |
| 3     | 1958-59 | Hoeselt VV             | Promotion série D           | 15e/16           | Relégué !           |
|       |         |                        |                             |                  | séries provinciales |
| 4     | 1968-69 | Hoeselt VV             | Promotion série B           | 12e/16           |                     |
| 5     | 1969-70 | Hoeselt VV             | Promotion série D           | 10e/16           |                     |
| 6     | 1970-71 | Hoeselt VV             | Promotion série C           | 10e/16           |                     |
| 7     | 1971-72 | Hoeselt VV             | Promotion série C           | 5e/16            |                     |
| 8     | 1972-73 | Hoeselt VV             | Promotion série C           | Champion         | Promu !             |
| 9     | 1973-74 | Hoeselt VV             | Division 3 série A          | 8e/16            |                     |
| 10    | 1974-75 | Hoeselt VV             | Division 3 série B          | 9e/16            |                     |
| 11    | 1975-76 | Hoeselt VV             | Division 3 série B          | 8e/16            |                     |
| 12    | 1976-77 | Hoeselt VV             | Division 3 série B          | 9e/16            |                     |
| 13    | 1977-78 | Hoeselt VV             | Division 3 série A          | 7e/16            |                     |
| 14    | 1978-79 | Hoeselt VV             | Division 3 série B          | Champion         | Promu !             |
| 15    | 1979-80 | Hoeselt VV             | Division 2                  | 16e/16           | Relégué !           |
| 16    | 1980-81 | Hoeselt VV             | Division 3 série B          | 11e/16           |                     |
| 17    | 1981-82 | Hoeselt VV             | Division 3 série B          | 5e/16            |                     |
| 18    | 1982-83 | Hoeselt VV             | Division 3 série B          | 4e/16            |                     |
| 19    | 1983-84 | Hoeselt VV             | Division 3 série B          | 2e/16            |                     |
| 20    | 1984-85 | K. Hoeselt VV          | Division 3 série B          | 4e/16            |                     |
| 21    | 1985-86 | K. Hoeselt VV          | Division 3 série B          | 4e/16            |                     |
| 22    | 1986-87 | K. Hoeselt VV          | Division 3 série B          | 5e/16            |                     |
| 23    | 1987-88 | K. Hoeselt VV          | Division 3 série B          | 12e/16           |                     |
| 24    | 1988-89 | K. Hoeselt VV          | Division 3 série B          | 13e/16           |                     |
| 25    | 1989-90 | K. Hoeselt VV          | Division 3 série B          | 10e/16           |                     |
| 26    | 1990-91 | K. Hoeselt VV          | Division 3 série A          | 15e/16           | Relégué !           |
| 27    | 1991-92 | K. Hoeselt VV          | Promotion série C           | 16e/16           | Relégué !           |
|       |         |                        |                             |                  | séries provinciales |
|       | 2001    | Fusion avec Hoeselt SK | Le matricule 2146 disparaît |                  |                     |

### Sources et liens externes
- Base de données du football belge
- Site officiel du K. SV Hoeselt